# Maad a Sinig Mahecor Diouf
Maad a Sinig Mahecor Diouf (sérère: Maad a Sinig Maye Koor Juuf ) fut le dernier roi du Sine (qui fait maintenant partie du Sénégal indépendant). Il a régné de 1924 jusqu'à sa mort en 1969 (3 août 1969, est décédé à Diakhao). Après sa mort, le Royaume du Sine a été incorporé dans Sénégal indépendant en 1969.

## Maison royale
Maad Mahecor Diouf appartient à la dynastie Diouf paternelle de Sine et du Saloum, de la Maison royale de Semou Ndiké Diouf (la maison royale troisième et dernier de la famille Diouf du Sine-Saloum, fondée au XVIIIe siècle par Maad Semou Ndiké Diouf). Sur sa lignée maternelle, il a fait partie de la dynastie des Guelwar.

## Héritage
En 1969, Maad Mahecor Diouf bien que retraité, il a été le seul dirigeant pré-indépendance au Sénégal a conserver un réel pouvoir. Les Royaumes Sérère du Sine et du Saloum ont été les deux royaumes précoloniaux ayant subsister jusqu'en 1969 (neuf ans après que le Sénégal ai gagné son  indépendance vis-à-vis de la France). Le Maad a Sinig (roi du Sine) a été très engagé dans la préservation de la culture et de la tradition Sérère. Pendant l’ensemble de son règne, le Royaume du Sine a été économiquement prospère. L’endettement et la migration des habitants étaient plus rares dans le Sine qu'elle ne l'était ailleurs. Il a joué le rôle traditionnel de Maad a Sinig, notamment le rôle de celui qui préside les affaires religieuses de ses sujets et est ainsi devenu le point focal du Sine-Sine (habitants de Sine).
Dans un de ses derniers discours adressé à l’Etat et à ses sujets concernant l'histoire orale du Sine, ce dernier proclama :

« Moi, Mahecor Diouf, je suis le porteur de traditions du Sine et l'héritier de Maïssa Waly Dione »

— Maad a Sinig Maissa Waly Jaxaté Mané - le premier Guelwar à régner dans le Sine - 1350